# 什器
什器（じゅうき、appliance）とは、仏教の什物（じゅうもつ）に由来し、寺で宗徒が使う器具、日用品、生活用品を指す。これらは「什」（数字の「10」と同義）「聚」（集まったものという意味）などと呼び、1つや2つなどではなく10を単位として数えなければならないほどたくさんで雑多であることから、中国の宋代に禅宗寺院内で使われはじめた語である。後に什器とも呼び、これが一般化し、日常生活で使用される道具。食器や家具を指す。

## 店舗什器
店舗什器（てんぽじゅうき）とは、店舗における商用の器材全般を指す。ショールームなどにおいて商品やカタログなどを陳列・設置・掲示するためのラックやショーケース・テーブルのほかの器具・器材のほか、アクリルボックスや商品ディスプレイなど、小型の雑貨も含む。材質も金属・プラスチック・紙など様々であるが、使用目的に合わせて安全性や耐久性が考慮されている。
汎用のものや食品用・服飾用など各商材を対象としたものは店舗器材専門店で取り扱われているが、商品によってはメーカーよりPOP広告を兼ねた専用のものが提供されることもあり、デモンストレーションやキャンペーンに利用される。
主に専門的に各それぞれの什器を扱っている会社があり、レンタルしたり購入する事もできる。
ここ最近では短期間などのイベントに使用する考えも増え、レンタルする人の割合が増えている。
その中で、総合的にディスプレイなどを主としている会社もある。

### 店舗什器の例
- 陳列台・ラック・シェルフ・ショーケース・ゴンドラ・ネットパネル
- 平台・カート・ワゴン・ステージ・バスケットワゴン
- スタンド・イーゼル・ハンガー
- テーブル・カウンター
- アクリルボックス・商品ディスプレイ
- カタログスタンド・アンケートボックス

### 産業の帰属と分類
今まで日本国の総務省には店舗什器という専門産業が認定されていない。例えば、大手の店舗什器産業の株式会社オカムラは「商環境事業」で分類されている。